# Guldengroschen
Il Guldengroschen o Guldiner è il nome dato ad una moneta d'argento di grandi dimensioni coniata per la prima volta in Tirolo nel 1486.
Il nome di Guldengroschen viene dal fatto che, pur essendo in argento, aveva lo stesso valore del Goldgulden, il fiorino tedesco dal valore di 60 Kreuzer. 
Nei paesi della Germania meridionale, come ad esempio l'Alsazia o la Svizzera era più usato il termine Guldiner. 
La moneta pesava 31,23 grammi e fu coniata per la prima volta dal granduca Sigismondo d'Austria in qualità di reggente del Tirolo.

## Storia
Negli ultimi anni 1470 e nei primi anni 1480 Sigismondo d'Austria emise decreti che riformavano il cattivo stato della monetazione dei suoi possedimenti, aumentando il titolo delle sue monete d'argento fino ad un livello che non si vedeva da secoli (.937/...) e creando quindi una nuova moneta, di dimensione maggiore dell'onnipresente —ma scarso di valore— Groschen, che il quel periodo era in uso per un valore di 4 - 6 Kreuzer.
Nel 1484, Sigismondo fece coniare una piccola quantità di "mezzi Guldengroschen" dal valore di 30 Kreuzer. Questa emissione rappresentò un salto rivoluzionario rispetto alle piccole monete allora circolanti in Austria e superò perfino il già grande testone che circolava in Italia e che era la moneta più grande in circolazione in quel periodo. Due anni dopo furono messi in circolazione i Guldengroschen da 60 Kreuzer che ricevettero immediatamente il soprannome di "Guldiner". Per molto tempo furono anche chiamati "unciales" (sing. uncialis) perché il loro contenuto in argento era prossimo ad un'oncia. 
Col tempo ci fu una maggiore disponibilità di argento che permise ad altri stati di emettere i propri Guldiner. Berna fu una delle prime ad emettere un Guldiner nel 1493. Nel 1500 la zecca di Annaberg, in Sassonia iniziò a coniare Guldiner in grande quantità, che presero il nome di Klappmützenguldengroschen.
In origine il Guldiner tirolese era coniato su un piede di otto pezzi per un marco tirolese. Questa suddivisione era buona per il Tirolo, ma era meno gradita nel resto dell'Europa che usava preferibilmente il marco di Colonia. In Boemia, a Joachimsthal (oggi Jáchymov), fu coniato un nuovo Guldiner con il peso leggermente diminuito da  31,93 g a 29,20 g. Questa leggera differenza rese possibile di coniare nove pezzi da un marco di Colonia anziché coniarne otto su un marco tirolese. Questa moneta prese il nome di Joachimsthaler (Joachimsthal Guldiner) ed in seguito semplicemente Taler. 
La moneta ebbe un immediato successo ed ha dato il nome ad una serie di monete con peso simile: daalder, dollaro, tolar, tallero, etc.